# Luis Terrazas Cuilty
Luis Terrazas Cuilty fue un político mexicano. Nació en Chihuahua, siendo hijo de Luis Terrazas. Fue diputado local y federal, en 1909 y 1910 fue uno de los organizadores de la campaña reeleccionista de Porfirio Díaz. En 1912 apoyó la Rebelión orozquista mediante fuertes sumas de dinero en forma de impuestos y como miembro de una junta en pro de la rebelión. Luego simpatizó con Victoriano Huerta, hasta que Francisco Villa tomó Chihuahua y lo hizo prisionero. Murió en 1917.
- Datos: Q5984385